# Amado Gómez Ugarte
Amado Gómez Ugarte. Escritor español nacido en Llodio, provincia de Álava, en 1956.

## Libros publicados
- El Paisaje Editorial, ed. (enero de 1989). La cosa (primera edición edición). pp. 86 pág. ISBN 84-7697-262-8 ISBN 978-84-7697-262-5.
- Northeastern Illinois University, ed. (1994). El viaje inolvidable.
- Euskal Liburu eta Kantuen Argitaldaria, S.A., ed. (enero de 1996). Bidaia ahaztezina (primera edición edición). pp. 112 pág. ISBN 84-7917-501-X ISBN 978-84-7917-501-6.
- Institución Cultural El Brocense, ed. (julio de 1996). Por toda la eternidad; El policía y los plagiarios (primera edición, primera impresión edición). pp. 39 pág. ISBN 84-86854-74-1 ISBN 978-84-86854-74-4.
- Editorial Bassarai, ed. (noviembre de 1996). La Secana (primera edición, primera impresión edición). pp. 192 pág. ISBN 84-921282-5-9 ISBN 978-84-921282-5-9.
- Euskal Liburu eta Kantuen Argitaldaria, S.A., ed. (marzo de 1997). Ni eta nire kontuak (primera edición edición). pp. 64 pág. ISBN 84-7917-668-7 ISBN 978-84-7917-668-6.
- Editorial Bassarai, ed. (mayo de 1999). Para siempre (primera edición, primera impresión edición). pp. 232 pág. ISBN 84-89852-16-2 ISBN 978-84-89852-16-7.
- Editorial Bassarai, ed. (enero de 2002). El vuelo de la mariposa (primera edición, segunda impresión edición). pp. 262 pág. ISBN 84-89852-39-1 ISBN 978-84-89852-39-6.
- Elkarlanean, S.L. Argitaletxea, ed. (junio de 2004). Ni eta nire metroa (primera edición, segunda impresión edición). pp. 64 pág. ISBN 84-8331-396-0 ISBN 978-84-8331-396-1.
- Editorial Nostrum, ed. (febrero de 2006). El barco varado (primera edición, segunda impresión edición). pp. 96 pág. ISBN 84-96405-24-9 ISBN 978-84-96405-24-0.
- Editorial Verbigracia, S.L., ed. (febrero de 2006). El último mono (primera edición, segunda impresión edición). pp. 185 pág. ISBN 84-935355-2-4 ISBN 978-84-935355-2-0.

## Premios Literarios
Ha obtenido entre otros premios literarios:
- Premio de Novela corta Casino de Lorca
- Premio Jauja
- Ciudad de San Sebastián
- Clarín
- Ciudad de Coria
- Julio Cortázar
- Ciudad de Peñíscola
- Villa de Mazarrón
- Emiliano Barral
- Ciudad de Jumilla
- Laguna de Duero
- Rentería
- Villa de Guardo
- Ciudad de Vitoria

## Colaboraciones en prensa
Ha colaborado como columnista de opinión en periódicos como El mundo del País Vasco, la Tribuna de Salamanca y El Periódico de Álava.

## Catálogos
- Ha colaborado en el catálogo «Gótico, pero exótico», del Museo Artium de Vitoria.
- En el libro «Álava, nuestro patrimonio», de la Diputación Foral de Álava.
- En el libro «Tu luz ilumina mis noches», del Ayuntamiento de Vitoria
- En el libro «Bilbao, almacén de ficciones», del Ayuntamiento de Bilbao.